# إريكا بيرغر
إريكا بيرغر (بالألمانية: Erika Berger)‏ هي صحفية وكاتِبة ومقدمة تلفزيونية ألمانية، ولدت في 13 أغسطس 1939 في ميونخ في ألمانيا، وتوفيت في 15 مايو 2016 في كولونيا في ألمانيا.

## وصلات خارجية
- إريكا بيرغر على موقع IMDb (الإنجليزية)
- إريكا بيرغر على موقع ديسكوغز (الإنجليزية)
- إريكا بيرغر على موقع قاعدة بيانات الفيلم (الإنجليزية)